# جانيت (مغنية)
جانيت (بالإسبانية: Jeanette)‏ هي مغنية إسبانية، ولدت في 10 أكتوبر 1951 في لندن في المملكة المتحدة.

## وصلات خارجية
- الموقع الرسمي
- جانيت على موقع IMDb (الإنجليزية)
- جانيت على موقع ميوزك برينز (الإنجليزية)
- جانيت على موقع ديسكوغز (الإنجليزية)
- جانيت على موقع ديسكوغز (الإنجليزية)
- جانيت على موقع قاعدة بيانات الفيلم (الإنجليزية)